# 2014 FL72
2014 FL72 est un objet transneptunien de la famille des objets épars ayant une période de révolution de plus de mille ans, il a un diamètre estimé à environ 192 km.